# Єнікальський маяк
Єнікальський маяк (крим. Yeñi Qale mayağı) — маяк, розташований на мисі Фонар — найсхіднішій точці Кримського півострова — біля входу в Керченську протоку з Азовського моря. Неподалік від маяка є обеліск, встановлений на згадку про воїнів, полеглих у боях за визволення Керчі в роки Німецько-радянської війни. Найближчий до маяка населений пункт — місцевість Керчі Підмаячний.

## Історія

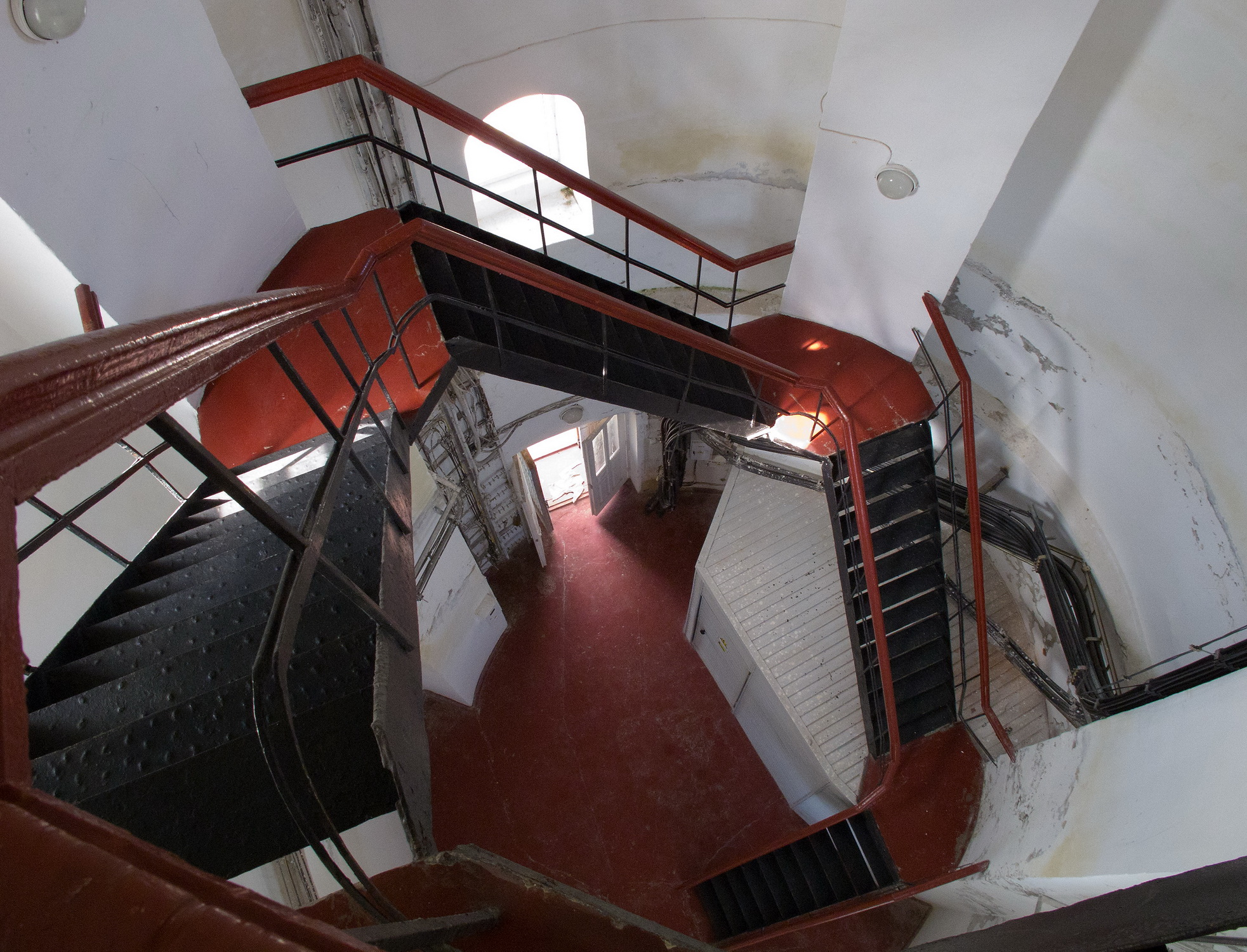
Середина маякової башти

Перша згадка про маяковоі вогні на мисі Фонар наводяться в периплах Скілака, датованих 350 роком до н. е.

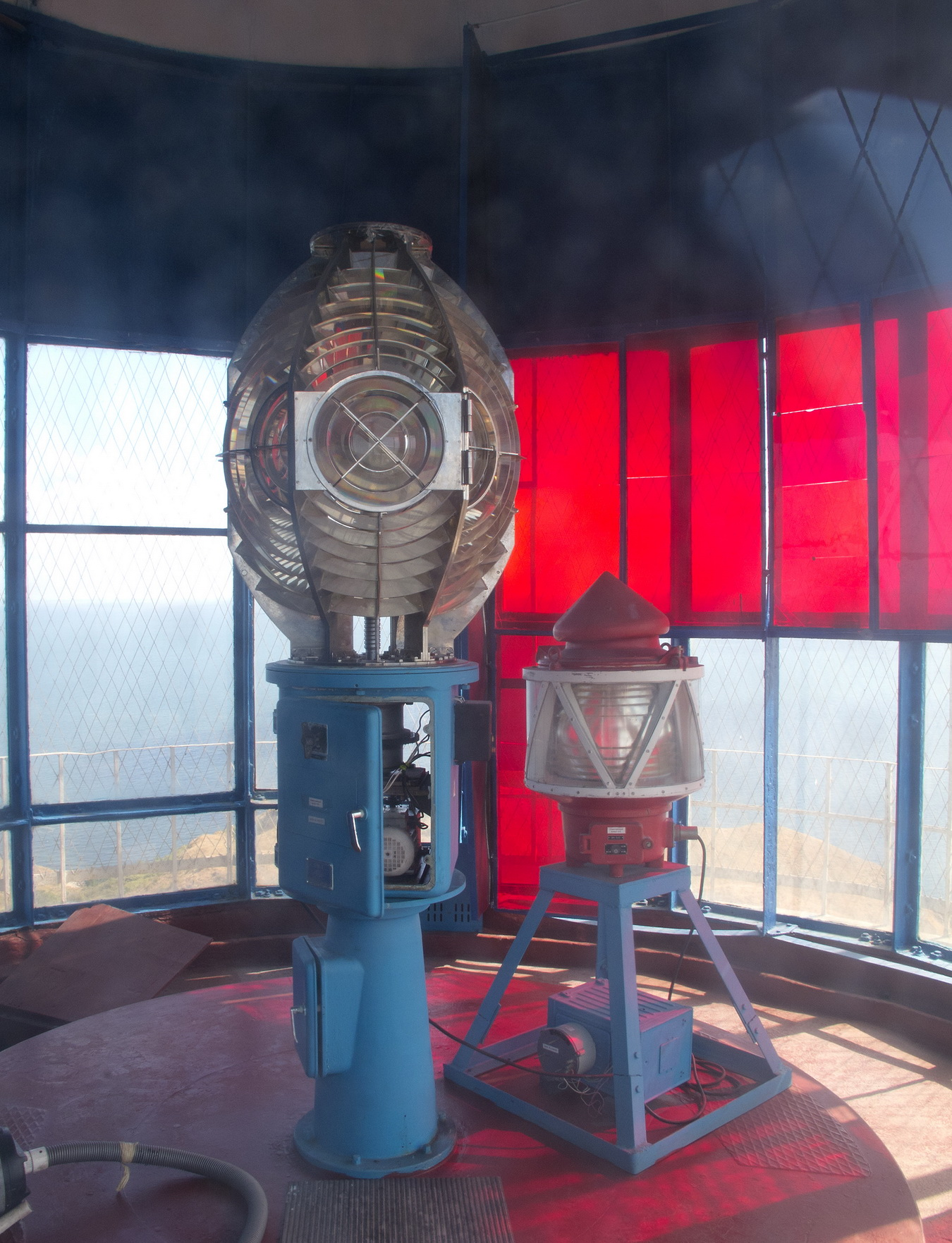
Сучасна оптика поруди

У 1820 році для забезпечення проходу кораблів через Керченську протоку був побудований маяк, названий Єнікальським — по імені фортеці Єні-Кале, що знаходилася в 5 км південніше. Джерелом світла служили 12 ґнотових ламп на суріпцевій олії.
Доглядачем маяка в ті роки зазвичай призначали відставного офіцера, а в служителі йшли місцеві жителі, вони чистили маяк, прибирали і проводили дрібний ремонт.
У 1861 році на маяку встановили френелівський оптичний апарат з керосино-ґнотовим освітленням. Такі оптичні апарати в той час вміли виробляти лише Франція і Велика Британія, тому апаратура для Єнікальського маяка була закуплена за кордоном, загальна вартість обладнання склала близько 200 тис. руб. З 1898 року на Єнікальському маяку стали використовувати керосино-калильний апарат.
До війни маяк був найстарішим в Криму. У 1941 році доглядач маяка Михайло Миколайович Єгоров евакуював апаратуру маяка на таманський берег. У травні 1942 року батареї 571-го окремого зенітного артилерійського дивізіону тримали оборону проти наступаючих в районі маяка німецьких танків. Старший червонофлотець Олександр Філімонов коригував вогонь радянських батарей. При появі німецьких танків над маяком підняли прапор, що викликав вогонь з коси Чушка. Маяк був зруйнований снарядами, обложені в маяку гідрографи, які забезпечували переправу відступаючої Червоної армії, загинули. У 1943 році маяк відновив освітлення тимчасовим ліхтарем, встановленим на руїнах вежі. Після звільнення Керчі в 1944 році апаратуру маяка привезли назад. У 1946 році на місці зруйнованого маяка поставили тимчасову дерев'яну вежу висотою 20 метрів з ліхтарною спорудою нагорі.
У 1953 році побудована сучасна кам'яна вежа маяка, споруджено маяково-технічний будинок, де встановлені дизель-електричні агрегати і стаціонарна акумуляторна батарея. Старий світлооптичний апарат був змонтований з новим джерелом світла — електричною лампою. У 1957 році встановлена більш досконала оптична система ЕМВ-3.
У 2002 році на Єнікальському маяку встановили контрольно-коригуючу станцію морської диференціальної підсистеми ГЛОНАСС-GPS.
Поряд розташований пункт технічного спостереження. На час окупації Криму Росією окупаційною адміністрацією пункт передано прикордонній службі Росії.